# Mangaka Linux
Mangaka Linux — дистрибутив операционной системы Linux, основанный на Ubuntu. Специально разработан для потребностей сообщества отаку и включает в себя по умолчанию программы для веб-серфинга, создания фэнсабов, а также воспроизведения и создания мультимедийного контента. Первая версия использовала интерфейс LXDE, чтобы уменьшить минимальные системные требования для использования. Однако, разработчики утверждают, что даже с этой версии вы можете также воспроизводить видео высокого разрешения (720p) на нетбуке. Во второй версии интерфейс был изменён на GNOME для большего удобства использования операционной системы на PC.

## Особенности
Mangaka Linux разрабатывается группой под названием AnimeSoft International. Это сообщество состоит в основном из отаку-пользователей Linux и фансаберов, которые разрабатывают этот дистрибутив в свободное время. Кодовое имя дистрибутива — AngelOS (Anime GNU Empowered Linux Operating System) — операционная система GNU/Linux с возможностями для аниме.

## Релизы
Mangaka Linux имеет три разновидности. Первая (One) доступна в формате CD, остальные — в формате DVD. Mangaka Linux One в качестве окружения рабочего стола использует LXDE, а вторая и третья, Chu и Moe — GNOME. Chu был запущен в ноябре 2009 года, а Moe — в мае 2010 года. Mangaka Linux Chu должен был распространяться, помимо DVD, на CD, но в конечном счёте разработчики от этой идеи отказались.
После нескольких лет перерыва, проект возобновляется и выпускает Mangaka Linux Nyu, основанный на Elementary OS 21 июня 2015 года. 21 сентября 2015 года состоялся выпуск Mangaka Linux Moe на основе Ubuntu 14.04 с окружением рабочего стола MATE, и предназначенный для PowerPC.

### Актуальные релизы
- Mangaka Linux One (LXDE), основана на Ubuntu 8.04
- Mangaka Linux Chu (Cinnamon), основана на Ubuntu 14.04
- Mangaka Linux Moe (GNOME), основана на Ubuntu 10.04
- Mangaka Linux Nyu (Pantheon), основана на Ubuntu 14.04 (64-bit)
- Mangaka Linux Koe (KDE), основана на Ubuntu 14.04 (64-bit)
- Mangaka Linux Mou (MATE), основана на Ubuntu 14.04 (64-bit)
- Mangaka Linux Cho (Cinnamon), основана на Ubuntu 16.04 (64-bit)